# Olivoidea
Olivoidea  Latreille, 1825 è una superfamiglia di molluschi gasteropodi della sottoclasse Caenogastropoda.

## Descrizione
Il guscio e l'anatomia degli Olivoidea sono piuttosto variabili e sono stati in passato utilizzati per la classificazione a diversi livelli tassonomici.
La conchiglia è di forma variabile, da largamente ovale a strettamente fusiforme, con ultima spirale alta e diametro delle spirali che si espandono lentamente o rapidamente. Il canale sifonico è assente (nel qual caso il guscio è fortemente intagliato) o molto corto, senza intaglio. Guscio a volte ricoperto da uno spesso periostraco, ma nella maggior parte dei casi no e quindi superficie del guscio lucida. Protoconca multispirale o paucispirale. In tutte le famiglie eccetto Pseudolividae e Benthobiidae, estremità anteriore del guscio fortemente callosa e recante una fascia anteriore. Callo diversamente pronunciato, a volte limitato al labbro interno dell'apertura, ma altre volte estendentesi su una parte significativa dell'ultima spirale e guglia, o addirittura coprendo completamente il guscio (alcuni Ancillariidae). Radula variabile, in particolare all'interno della famiglia Olividae, con cinque o tre denti per fila trasversale.

## Distribuzione e habitat
La superfamiglia Olivoidea è ampiamente distribuita negli oceani del mondo principalmente nelle acque costiere alle latitudini tropicali e subtropicali. Vivono principalmente su fondali molli dall'intertidale al batiale, fino a 1800-1900 m di profondità. Gli olivoidea sono più speciosi nel regno tropicale, con poche specie che penetrano in acque a media latitudine. Nella superfamiglia sono note strategie di sviluppo larvale sia planctotrofico che lecitotrofico.

## Tassonomia

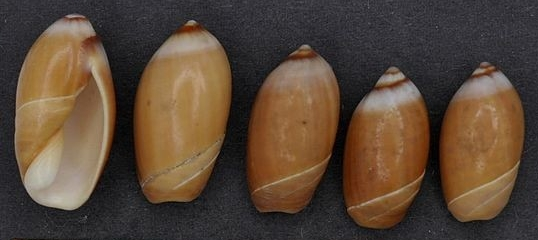
Ancilla cinnamomea (Ancillariidae)

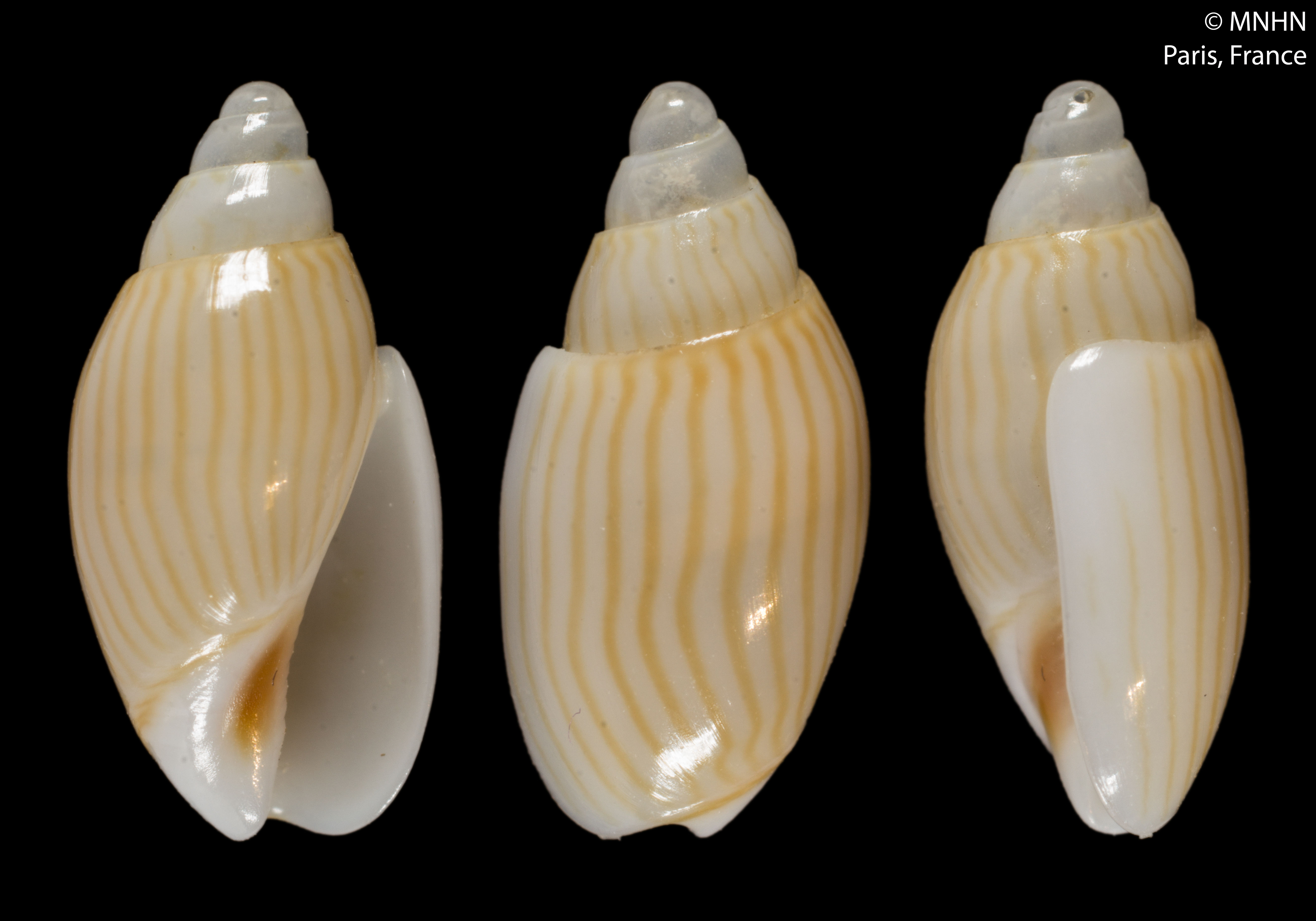
Belloliva ellenae (Bellolividae)

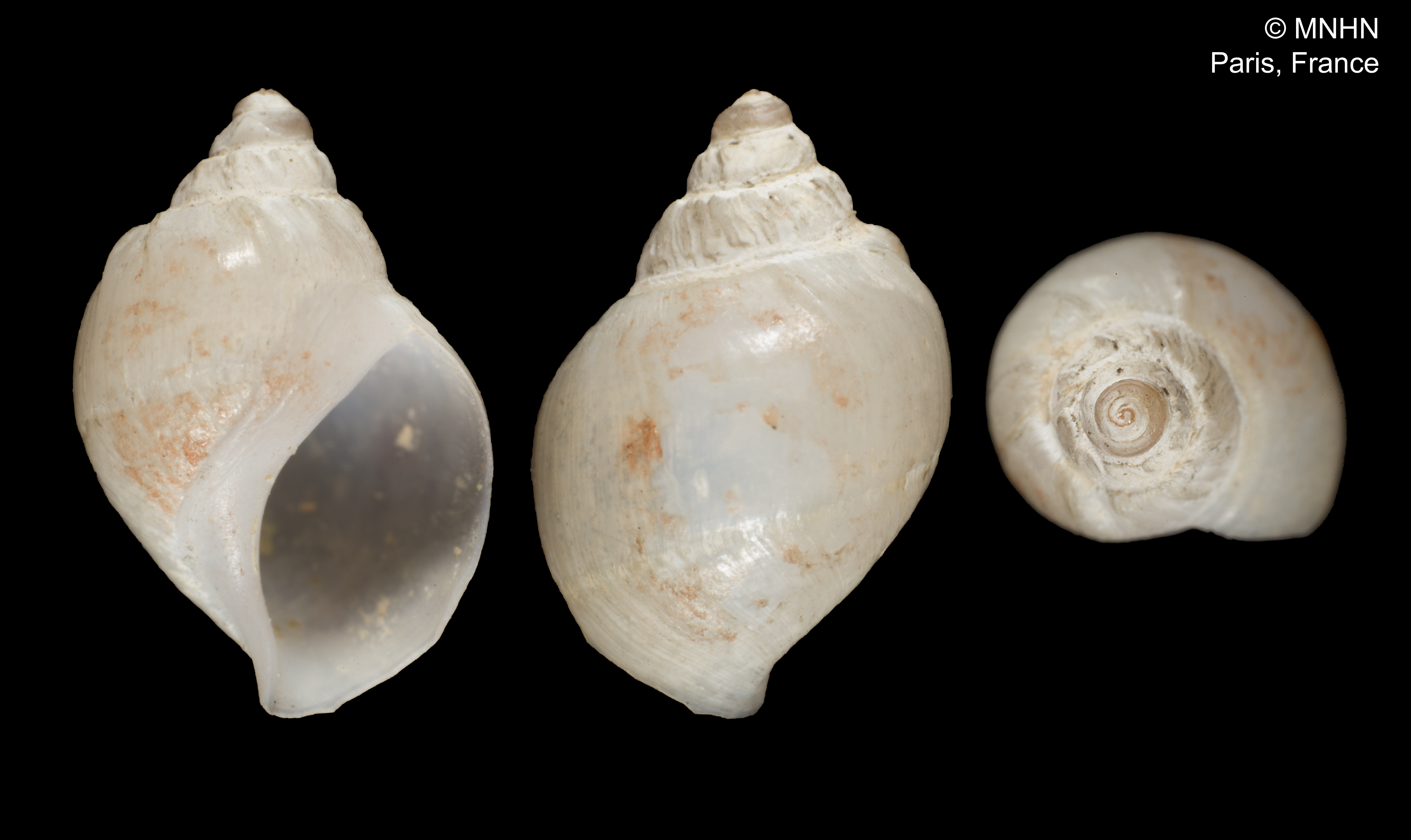
Benthobia tryonii (Benthobiidae)

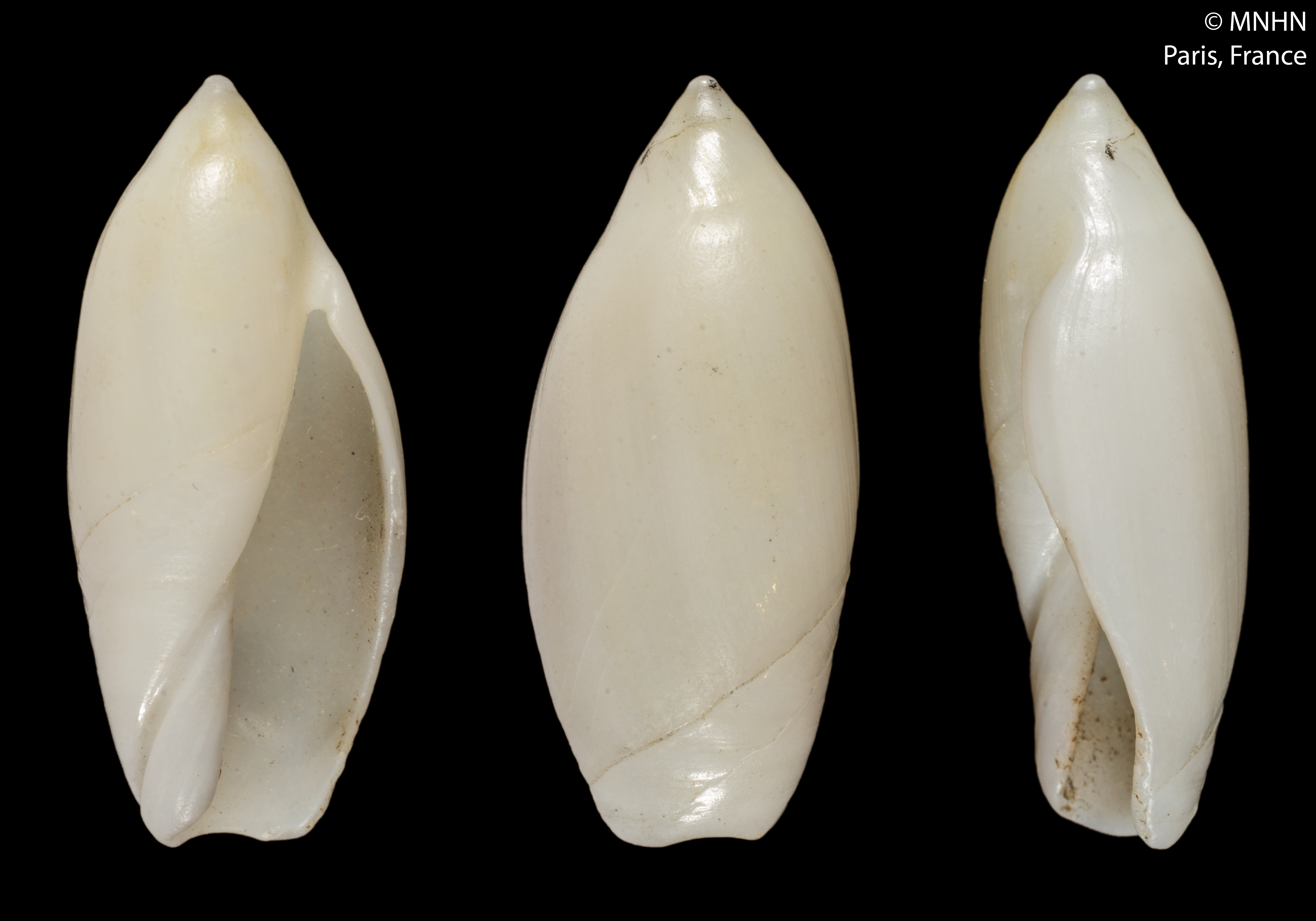
Oliva candida (Olividae)

Pseudoliva sepimentum (Pseudolividae)

La classificazione degli Olivoidea è stata profondamente rivista a seguito di uno studio di filogenesi molecolare pubblicato nel 2017. A fianco delle due famiglie Olividae e Olivellidae, classicamente riconosciute all'interno della superfamiglia, ne sono state proposte altre tre, Ancillariidae (nate dalla separazione definitiva delle Ancillinae dalle Olividae) e due nuove famiglie: Bellolividae e Benthobiidae.
La superfamiglia contiene pertanto le seguenti cinque famiglie:
- Famiglia Ancillariidae Swainson, 1840
- Famiglia Bellolividae Kantor, Fedosov, Puillandre, Bonillo & Bouchet, 2017
- Famiglia Benthobiidae Kantor, Fedosov, Puillandre, Bonillo & Bouchet, 2017
- Famiglia Olividae Latreille, 1825
- Famiglia Pseudolividae de Gregorio, 1880